# 鄭允惠
鄭允慧（： Jeong Yun Hye，1990年4月14日—），藝名允慧（： Yun Hye），個人官方微博標示為鄭允惠。韓國女藝人，是2009年11月由DSP Media花了4年的時間培養出來的女子组合Rainbow成員。2009年出道，為七位成員之一。隊中職務最初是Rapper（其後所有新歌全歸佑麗負責），现为副唱。
2016年11月12日，隨著Rainbow全體成員不再與DSP Media續約、團體活動正式結束，允慧開始獨立發展。
2024年10月，與演員安宰民結婚。

## 簡歷
鄭允慧由於皮膚白晢、擁有一雙大眼，故有「小兔子」稱號。又由於外貌與孫淡妃相似，曾經成為網民熱話，甚至登上搜尋榜。宿舍中與栽經同房，栽經下鋪允慧上鋪。
選秀節目「Super Star K」的參賽者、後來出道成為歌手的Roy Kim為允慧的表弟。現時除舞台表演、劇集拍攝，也在叔父的麵包店兼職工作。
從小已經喜愛流行音樂及唱歌，某次現場觀看歌謠活動後更堅定決心成為歌手，而遭到身為音樂劇演員的父母，以希望她繼承父業、或考入大學而提出反對。但允慧依然堅持夢想，甚至為了出道決心減肥，數月內減去20公斤，結果順利通過DSP面試入行，經過三年練習生訓練後才正式出道。
曾參演多部劇集演出，包括JTBC連續劇「老大 (電視劇)」、MBC獨幕劇「結他與熱褲」2015年5月，官方公佈允慧將會參演長篇劇「偉大的糟糠之妻」更憑該劇獲得觀眾關注，被形容為擁有「一眼戀愛」的魅力。

## 個人作品

### 電視劇
- 2010年 SBS 大物(客串)
- 2013年 MBC every1《the Dramatic》RAINBOW篇 上下集
- 2013年 JTBC 老大 飾 金英淑(配角) 全54集
- 2014年 MBC Drama Festival－結他與熱褲飾 女團「Tinkerbell」成員「曉嫻」 單1集
- 2015年 MBC新日日劇偉大的糟糠之妻 飾 韓公主(한공주)
- 2016年 MBC晨間連續劇好人
- 2018年 KBS 2TVTV小說波濤啊，波濤啊 飾 金春子

### 電影
- 2011年《心臟跳動（朝鲜语：심장이 뛴다 (영화)）》

### 電台
2009年
| 日期     | 電視台 | 節目名稱               |
| 11月26日 | MBC    | 深深打破電台           |
| 12月2日  |        | 8eight白燦電台         |
| 12月17日 | KBS    | 光輝的一生             |
| 12月18日 | SBS    | 同苦同樂電台           |
| 12月23日 |        | 太妍的親密朋友電台     |
| 12月26日 |        | 蘇京碩的Music Show電台 |
| 12月28日 | MBC    | 深深打破電台(栽經)     |

2010年
| 日期     | 電視台 | 節目名稱             |
| 1月1日   |        | SJ.Kiss The Radio    |
| 1月14日  | KBS    | 89.1电台             |
| 1月17日  | MBC    | 朴静林星光閃耀的夜晚 |
| 1月18日  |        | Cultwo电台           |
| 1月24日  | MBC    | 泰妍的親密朋友       |
| 4月9日   |        | Maybee提高音量電台   |
| 8月25日  | MBC    | 神童奎利深深打破     |
| 8月25日  | SBS    | Young Street         |
| 8月28日  | KBS    | SJ.Kiss The Radio    |
| 9月1日   | MBC    | 朴静林星光閃耀的夜晚 |
| 9月14日  | MBC    | 盧洪哲的親密朋友     |
| 10月27日 | MBC    | 神童奎利深深打破     |
| 12月1日  | MBC    | 星光燦爛的夜晚       |
| 12月10日 | MBC    | 星光燦爛的夜晚       |
| 12月24日 | MBC    | 朴静林星光閃耀的夜晚 |

2011年
| 日期    | 電視台 | 節目名稱                 |
| 1月7日  | MBC    | Music Party              |
| 4月12日 | SBS    | SBS.YOUNG STREET春季特辑 |
| 4月21日 | MBC    | 深深打破電台             |
| 5月7日  |        | tentenclub               |

2013年
| 日期     | 電視台  | 節目名稱                 |
| 2月15日  | SBS     | young street             |
| 2月19日  |         | 正午的希望曲             |
| 2月20日  | MBC     | 星光燦爛的夜晚           |
| 2月21日  | MBC     | 深深打破電台             |
| 2月23日  | KBS     | Kiss The Radio           |
| 3月18日  | MBC     | 劉世允的音樂和親密的朋友 |
| 6月11日  |         | 正午的希望曲             |
| 6月12日  | MBC     | 深深打破電台             |
| 6月15日  | KBS     | Kiss The Radio           |
| 6月25日  |         | 尹河星星光燦爛的夜晚     |
| 6月27日  | Arirang | sound K                  |
| 12月31日 | MBC     | 深深打破電台             |

2014年
| 日期    | 電視台 | 節目名稱         |
| 7月29日 | KBS    | 朴慶林的兩點約會 |

2015年
| 日期    | 電視台 | 節目名稱              |
| 2月23日 |        | 張東民Lady Jane的兩點 |
| 2月26日 | MBC    | 深深打破電台          |
| 2月27日 | KBS    | KISS THE RADIO        |

### 平面拍攝
雜誌平面
- 2010年1月 「ALLURE」冬季服飾平面拍攝
- 2010年3月 「VOGUE」雜誌平面拍攝
- 2011年12月 「SURE」雜誌平面拍攝
- 2013年5月 「Cuvism」雜誌平面拍攝
- 2014年11月 「K-WAVE」雜誌平面拍攝
- 2015年3月 「SURE」雜誌平面拍攝
- 2015年3月 「THE STAR」雜誌平面拍攝

新聞平面
- 2015年7月 「NEWS」新聞訪問平面拍攝
- 2015年7月 「JOINS」新聞訪問平面拍攝
- 2015年7月 「XPORTSNEWS」新聞訪問平面拍攝
- 2015年7月 「OSEN」新聞訪問平面拍攝
- 2015年7月 「NEWSIS」新聞訪問平面拍攝
- 2015年7月 「YONHAPNEWS」新聞訪問平面拍攝
- 2015年7月 「SPORTS TODAY」新聞訪問平面拍攝
- 2015年7月 「SPORTS DONGA」新聞訪問平面拍攝
- 2015年7月 「TVDAILY」新聞訪問平面拍攝
- 2015年7月 「JOYNEWS24」新聞訪問平面拍攝
- 2015年8月 「MYDAILY」新聞訪問平面拍攝
- 2015年9月 「SPORTS SEOUL」新聞訪問平面拍攝

## 外部連結
- 鄭允慧的X（前Twitter）
- 鄭允慧的Instagram帳戶
- 鄭允慧的新浪微博
- 鄭允慧歌迷網頁
- 鄭允慧的Cyworld （页面存档备份，存于）